# Harry Jones Creek
Harry Jones Creek är ett vattendrag i Belize.   Det ligger i distriktet Orange Walk, i den centrala delen av landet, 40 km norr om huvudstaden Belmopan. Harry Jones Creek ligger vid sjön New River Lagoon.
I omgivningarna runt Harry Jones Creek växer i huvudsak städsegrön lövskog. Runt Harry Jones Creek är det glesbefolkat, med 8 invånare per kvadratkilometer.